# Sandrine Cnudde
Pour les articles homonymes, voir Cnudde.
Vous venez d’apposer le modèle de débat d'admissibilité.
Avant toute chose, veuillez créer la page de débat correspondante en cliquant ici.
- Une fois la page de vote initialisée, rafraîchissez cette page, et le bandeau prendra son aspect définitif.
- Si votre débat d'admissibilité est groupé (le motif et l’argumentation doivent être les mêmes), modifiez cette page pour ajouter au modèle le paramètre « cat » suivi du nom de la page de discussion de l’article pour lequel la page de débat existe déjà (ex. : cat=Discussion:Nom_de_l'autre_article). Ensuite, suivez les nouvelles instructions qui apparaissent.
- Vous pouvez également utiliser le paramètre « type » pour faciliter l’accès aux critères d’admissibilité. Exemple : {{suppression|type=mot-clé}}. Liste des mots-clés existants : fiction, musique, art visuel, fanzine, jeu de société, porno, sportif, association, enseignement, société, site web, route, nombre, (Liste complète ici).

| 1. | Créez la page de débat d'admissibilité.                                                                      | Sauvegardez d’abord la page pour l’initialiser puis indiquez votre motivation.         |
| 2. | Important : ajoutez une entrée dans la section Débat d'admissibilité du jour.                                | Utilisez ce texte : *{{L\|Sandrine Cnudde}}                                            |
| 3. | Pensez à informer les contributeurs principaux de la page et les projets associés lorsque cela est possible. | Utilisez ce texte : {{subst:Avertissement débat d'admissibilité\|Sandrine Cnudde}}~~~~ |

 (juin 2025).
La mise en forme du texte ne suit pas les recommandations de Wikipédia : il faut le « wikifier ».
Les points d'amélioration suivants sont les cas les plus fréquents. Le détail des points à revoir est peut-être précisé sur la page de discussion.
- Les titres sont pré-formatés par le logiciel. Ils ne sont ni en capitales, ni en gras.
- Le texte ne doit pas être écrit en capitales (les noms de famille non plus), ni en gras, ni en italique, ni en « petit »…
- Le gras n'est utilisé que pour surligner le titre de l'article dans l'introduction, une seule fois.
- L'italique est rarement utilisé : mots en langue étrangère, titres d'œuvres, noms de bateaux, etc.
- Les citations ne sont pas en italique mais en corps de texte normal. Elles sont entourées par des guillemets français : « et ».
- Les listes à puces sont à éviter, des paragraphes rédigés étant largement préférés. Les tableaux sont à réserver à la présentation de données structurées (résultats, etc.).
- Les appels de note de bas de page (petits chiffres en exposant, introduits par l'outil «  Source ») sont à placer entre la fin de phrase et le point final[comme ça].
- Les liens internes (vers d'autres articles de Wikipédia) sont à choisir avec parcimonie. Créez des liens vers des articles approfondissant le sujet. Les termes génériques sans rapport avec le sujet sont à éviter, ainsi que les répétitions de liens vers un même terme.
- Les liens externes sont à placer uniquement dans une section « Liens externes », à la fin de l'article. Ces liens sont à choisir avec parcimonie suivant les règles définies. Si un lien sert de source à l'article, son insertion dans le texte est à faire par les notes de bas de page.
- La présentation des références doit suivre les conventions bibliographiques. Il est recommandé d'utiliser les modèles {{Ouvrage}}, {{Chapitre}}, {{Article}}, {{Lien web}} et/ou {{Bibliographie}}. Le mode d'édition visuel peut mettre en forme automatiquement les références.
- Insérer une infobox (cadre d'informations à droite) n'est pas obligatoire pour parachever la mise en page.

Pour une aide détaillée, merci de consulter Aide:Wikification.
Si vous pensez que ces points ont été résolus, vous pouvez retirer ce bandeau et améliorer la mise en forme d'un autre article.
 (février 2025).
Si vous disposez d'ouvrages ou d'articles de référence ou si vous connaissez des sites web de qualité traitant du thème abordé ici, merci de compléter l'article en donnant les références utiles à sa vérifiabilité et en les liant à la section « Notes et références ».
 (février 2025).
 (février 2025).
Sandrine Cnudde, née le 6 février 1971 à Vitry-sur-Seine, est une poétesse, photographe, fondatrice de revue, jardinière et paysagiste française. Elle vit à Uzès.

## Biographie
Sandrine Cnudde grandit en HLM en banlieue parisienne à Vitry-sur-Seine.
Dans son enfance, son oncle ex-chasseur alpin l’initie à la varappe et au camping, d’abord en forêt de Fontainebleau puis à l’escalade en falaises et à l’alpinisme sur des sommets des Alpes dont le dôme des Écrins (4015 m). En parallèle, elle pratique l’équitation chez un ami de ses parents, imprimeur et lithographe, ami de nombreux artistes des années 1970-1980.
Pour lire les poètes russes dans le texte, elle apprend la langue en cours du soir avec l’Association France-URSS et fait deux voyages linguistiques à Leningrad et Moscou (Université russe de l’Amitié des Peuples, Patrice Lumumba) en été 1987 et 1989 lors desquels elle réalise un grand nombre de photographies.
Elle chante dès l’âge de 12 ans dans divers chœurs jusqu’à 30 ans (soprano), elle prend des cours de chant particuliers et fait plusieurs stages intensifs.
De 1987 à 1991, elle étudie l’horticulture à L’École du Breuil (BEPA et BTA) où elle suit les cours de composition paysagère de Lucienne Tailhade-Collin qui lui fait rencontrer le paysagiste Gilles Clément dont les différents concepts en lien avec le vivant ne cessent de l’accompagner.
En 1994, elle est major de sa promotion et obtient un diplôme d’Architecte des Jardins et du Paysage au CERIA-IPIAT de Bruxelles. Son sujet de mémoire est Alaska, la grande terre.
En 1995, elle travaille à l’agence Empreinte sur le plan de plantation du Parc Henri Matisse de Lille conçu par Gilles Clément.
De 1996 à 1998, elle travaille seule comme jardinière sur la colline de 14 hectares du cuisinier Michel Bras à Laguiole sur le plateau d’Aubrac. Du 1er novembre au 28 décembre 1996, elle part sur le chemin de Saint-Jacques-de-Compostelle à l’occasion de la fermeture saisonnière du restaurant. C’est sa première grande traversée à pied et en hiver.
En 1999, elle emménage à Uzès où elle crée Terre d’Ombre, son agence de paysagiste, qu’elle fermera en 2001. Les années suivantes elle travaille à l’antenne Montpelliéraine de l’ENCEM, bureau d’études d’impact des carrières et gravières.
En 2004, elle obtient un DESS PARME - Paysages et Aménagement en Région Méditerranéenne - à l’Université Aix-Marseille en collaboration avec l’ENSP Versailles-Marseille. Son mémoire portera sur l'exploration des pistes de valorisation pour les paysages viticoles de l’AOC Ventoux. Elle effectuera son stage pratique au sein de l’Agence Paysage d’Avignon dirigée par Sébastien Giorgis.

## Plasticienne et photographe
Profondément marquée par le land art pendant ses études de paysagiste, c’est en découvrant l’œuvre d’Hamish Fulton « An object cannot compete with an experience » qu’elle s’engage en 2006 dans une voie exclusivement artistique libérée de tout aménagement, en posant l’expérience de la traversée de territoires choisis, comme base de ses travaux.
Elle commence à créer des livres d’artistes qu’elle fabrique avec soin et apprend la reliure dans l’atelier de la Maître artisane relieuse Delphine Dejean.
Elle reste guidée dans ses rêveries visuelles et narratives par des cinéastes comme Andreï Tarkovski, Akira Kurosawa ou Yasujiro Ozu. Sensible aux formes et à l’espace, elle questionne de perpétuels aller-retours entre le témoignage, l’imaginaire, le livre, la mise en espace, la lecture, le silence, l’individu, la communauté humaine en lien avec la Terre.

## Poétesse
Grande lectrice de récits de voyages réels ou fictifs (Marco Polo, Théodore Monod, Jacques Lacarrière, Alexandra David-Neel, Jack London, John Muir, Bruce Chatwin, Sylvain Tesson, Nicolas Bouvier…) c’est avec la rencontre de l’œuvre du poète jardinier norvégien Olav H.Hauge qu’elle décide en 2008 de se consacrer à la création de livres de poésie et de photographies fondés sur ses voyages à pied.
Son premier livre sera publié en 2012.

Elle se trouve une communauté de sensibilité dans l’écriture des territoires avec la mouvance géopoétique initiée par Kenneth White, mais son écriture multiforme ne l’attache pas à une chapelle. 
« La géopoétique n'est pas une idéologie de plus, elle se caractérise plutôt par sa démarche syncrétique, ouverte qu'elle est à d'autres cultures, à d'autres savoirs, à d'autres champs d'expérience ». 
Après une dernière longue traversée à pied en 2020, elle se consacre à une forme d’exploration immobile en bivouaquant sans tente et sans feu, au cœur de l’hiver et près de chez elle.

## Démarche
Sandrine Cnudde cherche à transformer des idées en expériences physiques et, sans altérer modifier ou remodeler la nature, elle cherche ensuite à former des ensembles (livres, expositions) où l’écriture poétique et photographie vont pouvoir entrer en résonance.
Elle marche, elle s’immerge dans les paysages pour relier et se relier au vivant.
Sandrine Cnudde intervient également dans le milieu éducatif et scolaire lors d'ateliers pratiques,.

## Productions

### Édition
En 2020 elle crée la micro revue de poésie et de photographie Vinaigrette.

### Livres de poésie
- Le vide et le reste, un mois de marche en cercle autour de la maison d’Olav H.Hauge dans le Hardanger norvégien, éditions Tarabuste, 2012  (ISBN 978-2845872547)[8],[9].
- Gravité/Gravedad, traversée des Pyrénées à pied d’est en ouest, éditions LansKine, 2015  (ISBN 979-1090491236)[10],[11].
- Le mitan du lit, poésie de l’intime, collection Dans la cour des filles, éditions du Petit Flou, 2016
- Habiter l’aube, à pied de la source à l’embouchure de la Vézère en passant par la grotte de Lascaux, marche de nuit avec son chien, éditions Tarabuste, 2016  (ISBN 978-2845873391)[12].
- Patience des fauves, réseau d’affûts en territoire poétique, journal de résidence, poèmes et photographies en Lozère, éditions Erès/Po&psy, 2017  (ISBN 978-2749254531)[13],[14].
- Dans la gueule du ciel, voyage à Tasiilaq, poèmes et photographies, Groenland oriental, éditions Light Motiv, 2018  (ISBN 979-1095118077)[15]
- La constellation de la sandale, traversée de l’Occitanie à pied pour se rendre au salon du livre de Bagnères-de-Bigorre, éditions LansKine, 2023  (ISBN 978-2359631043)[16],[17],[18].

### Photographies publiées
- Bateau de papier, poèmes d’Olav H.Hauge, éditions Erès/Po&psy, 2014[19].
- D’ici maintenant, poème de Danièle Faugeras, éditions La Voix du Poème, 2018
- Dans la gueule du ciel, éditions Light Motiv, 2018[20].

### Éditions
- Tasiilaq may be, éditions Faï fioc (les cahiers), 2016[21].
- Là où les enfants fabriquent des chansons en os d’animaux marins, éditions Aux cailloux des chemins, feuillets de nuit #4, 2022[22].

### Textes en revues et anthologies
- 2017 : Passe Murailles #2[23].
- 2017 : Terre à ciel, L’épais des forêts anthologie en ligne[24].
- 2018 : Rumeurs #4, préface pour le texte de Michaël Glück « Grand chœur »
- 2018 : Bacchanales #59, 118 poètes à partir de 1970[25].
- 2020 : Journal Gustave #100[26].
- 2021 : Passe-Murailles #5[27].
- 2023 : Teste #50.
- 2023 : Catastrophes #42, Le peuple du Rhône[28].
- 2023 : Montagnes, chemins d’écritures, anthologie collective, éditions Voix d’encre[29].
- 2023 : Tu risques l’étoile, anthologie collective, éditions Erès/Po&psy[30].
- 2024 : Sarrazine #23, un poème et toutes les photographies intérieures[31].
- 2025 : En cheminant avec Kenneth White, lectures et hommages, sous la direction de Laurent Margantin et Goulven Le Brech, éditions Tarmac  (ISBN 979-1096556793)[32].

### Livres d'art
- Petites illusions sur la Nature/Humaine, textes et photographies, 2006[33].
- Eauland Prospekt la marche sur l’eau, 900 km à pied sur littoral des Pays-Bas, textes, photographies et dessins, 2008[34].
- Je-Pluie n’a pas d’ombre, textes et photographies, hommage à E.S. Curtis, 2011-2014[35].
- Hop… là ! folioscope, 2013.
- UnFusion, textes et photographies, 2013.
- Walk with me, photographies de tous les voyages à pied, 2014.
- Contes de la nuit et ses tisons, textes et photographies, 2019.
- Nuit sur le mont froid, texte typographié non encré et cyanotype, 2023 imprimé dans les ateliers des éditions Isabelle Sauvage[36].

### Spectacles
- 2020 : ICE DOMINO, composé à partir du texte Dans la gueule du ciel (Groenland) avec la musicienne et compositrice Annabelle Playe, Philippe Foch percussionniste et Alexandre Flory pour la diffusion sonore[37].

### Contributions
- 2006 : « De l’herbe au nuage, une petite exploration du monde à partir d’une vallée creusoise » in. Gilles Clément, une écologie humaniste, Louisa Jones et Gilles Clément, édition Aubanel, p.247-248[38]
- 2009-2011 : poèmes pour la sculptrice Sophie Lavaux, dont 3 haïkus sur grès exposés à la Bambouseraie d’Anduze
- 2014 : Bateau de papier, Olav Håkonson Hauge. Traduit par Anne-Marie Soulier Illustré par Sandrine Cnudde. Toulouse, érès, coll. « Po&Psy »[39]
- 2017 : Sandrine Cnudde, la marche la poésie, Littérature et valeurs, revue "Le français aujourd'hui"[40].
- 2021 : un poème publié dans le livre de Corine Sombrun « La diagonale de la joie, voyage au cœur de la transe »  (ISBN 978-2226396150)[41].
- "Quelque chose que je rends à la terre" Sébastien Ménard, 10 février 2021  (ISBN 978-2-37177-251-9)[42].

### Presse et festivals
Bigorre : la montagne dans toute sa splendeur.
La présence de Sandrine Cnudde, poète, photographe, et grande marcheuse sera l’occasion de saluer sa décision de se rendre…à pied depuis Uzès dans le Gard à ce salon bagnérais. Six-cent quarante kilomètres pour participer au petit-déjeuner lecture du samedi matin au Faune
Bagnères-de-Bigorre. 11e Salon du Livre Pyrénéen : Sandrine Cnudde, la poésie en marchant.
Sandrine Cnudde est une artiste à la vie déjà bien remplie. Tour à tour paysagiste, jardinière et même urbaniste, cette touche à tout a une façon bien particulière de capter son auditoire, elle le fait en marchant, en faisant des haltes au gré de ses envies et des personnes qui l’accueillent, et en lisant de la poésie dans un esprit de partage de beaux mots. Renaud de Bellefon et Jean-Luc Chesneau sont très heureux de la voir participer au petit-déjeuner lecture du samedi matin avec Amandine Monin, au Faune à Bagnères et l’après-midi à la table ronde au thème qui lui va comme un gant "Paysages, marcher, écouter, voir…" : "Quand je l’ai appelée pour lui proposer de participer au salon, elle m’a dit "ok, mais je viens à pied".
Une escale insolite à Juzet-d’Izaut.
Partie d’Uzès le 5 septembre, Sandrine parcoure la Région Occitanie à pied pour se rendre au salon emblématique du livre de Bagnères-de-Bigorre qui doit se tenir le 3 octobre sur le thème : « Par les forêts et les coteaux, j’irai lire des poèmes chez vous ». Elle ponctue son parcours d’escales où elle partage chez ses hôtes amis du livre et de la poésie ses récits de voyage, son regard traduit au travers de la poésie de ses écrits et d’autres textes qu’elle affectionne particulièrement.
Lozère : le festival Sources poétiques revient à Saint-Chély-d'Apcher.

Groenland, un paradis se mourant, par Sandrine Cnudde, écrivain, photographe.
En partant au Groenland, Sandrine Cnudde, poétesse et photographe, a cherché à rejoindre un espace premier, s’attachant tout autant aux territoires glacés et à leur superbe qu’aux habitants, issus d’un peuple nomade sédentarisé.
Rencontres d’Arles Book Fair le 5 juillet 2024 ENSP, conférence « Regards sur le vivant » animée par Frédéric Martin, en compagnie de Matthieu Gafsou, Line Bømer Løkken et Véronique Prugnaud,.

## Expositions
- Biennale de poésie d’Ulvik, Norvège, 2012[50].
- Galerie Deleuze-Rochetin, Uzès, 2013[51].
- Médiathèque d’Uzès, 2013[52].
- Maison de la Montagne, Pau, 2016[53].
- Représentée par la Galerie Insula depuis 2018[54].

## Récompenses
- 2017 : finaliste du Prix CoPo pour Gravité / Gravedad[55].